# Concepción de Buenos Aires (kommun)
Concepción de Buenos Aires är en kommun i Mexiko.   Den ligger i delstaten Jalisco, i den centrala delen av landet, 400 km väster om huvudstaden Mexico City. Antalet invånare är 7 500. Arean är 455 kvadratkilometer.
Terrängen i Concepción de Buenos Aires är huvudsakligen kuperad, men söderut är den bergig.